# Jared Gerbino
Jared Gerbino (...) è un ex giocatore di football americano statunitense naturalizzato italiano, che ha giocato come runningback.
Dopo aver giocato inizialmente per la squadra universitaria dei Dartmouth Big Green si è trasferito agli italiani Guelfi Firenze.

## Palmarès
- 1 Italian Bowl (Guelfi Firenze: 2022)